# 1924年蘇聯立法選舉
1924年蘇聯立法選舉，即蘇聯第二屆全聯盟蘇維埃代表大會選舉，於1924年1月舉行。第二屆全聯盟蘇維埃代表大會的總席次共計2124席，全體當選代表於1924年1月26日在莫斯科宣誓就職。

## 選舉方式
苏联苏维埃代表大会代表由各选区採间接选举模式产生。城乡的选举比例不同。在市苏维埃和市镇苏维埃每二万五千個选民选派代表一人，省（州）苏维埃代表大会每十二万五千個居民选派代表一人。县选区参加苏联苏维埃代表大会之代表，由县苏维埃代表大会选举之。凡不设省（州）的共和国，由该共和国苏维埃代表大会直接选举代表。

## 競選過程
上屆大選取得零星席次的錫安勞動黨與格鲁吉亚社会主义-联邦主义革命党在1923年先後併入俄國共產黨（布爾什維克），故此次大選未有俄共（布）以外的政黨參選，不過部分未主張布爾什維克主義的無黨籍人士仍投入競選。

## 選舉結果
俄國共產黨（布爾什維克）以壓倒性票數囊括90%以上議席，部分農民因爲不滿俄共（布）一黨專政而抵制投票或支持無黨籍候選人，相對地，女性選民踴躍投票且對俄共（布）的支持率極高。
| 政黨 | 政黨             | %     | 議席 | 席次增減 |
| ---- | ---------------- | ----- | ---- | -------- |
|      | 俄國共產黨（布） | 92.93 | 1974 | ▼108     |
|      | 無黨籍           | 7.07  | 150  | ▲23      |
| 總計 | 總計             | 100   | 2124 | ▼90      |